# Monument aux guerriers serbes 1912-1918 à Cerje
Le monument aux guerriers serbes 1912-1918 à Cerje (en serbe cyrillique : Споменик српским ратницима 1912-1918 код села Церје ; en serbe latin : Spomenik srpskim ratnicima 1912-1918 kod sela Cerje) se trouve à Cerje, sur le territoire de la ville de Kraljevo et dans le district de Raška, en Serbie. Il est inscrit sur la liste des monuments culturels protégés de la république de Serbie (identifiant no SK 670),.

## Présentation

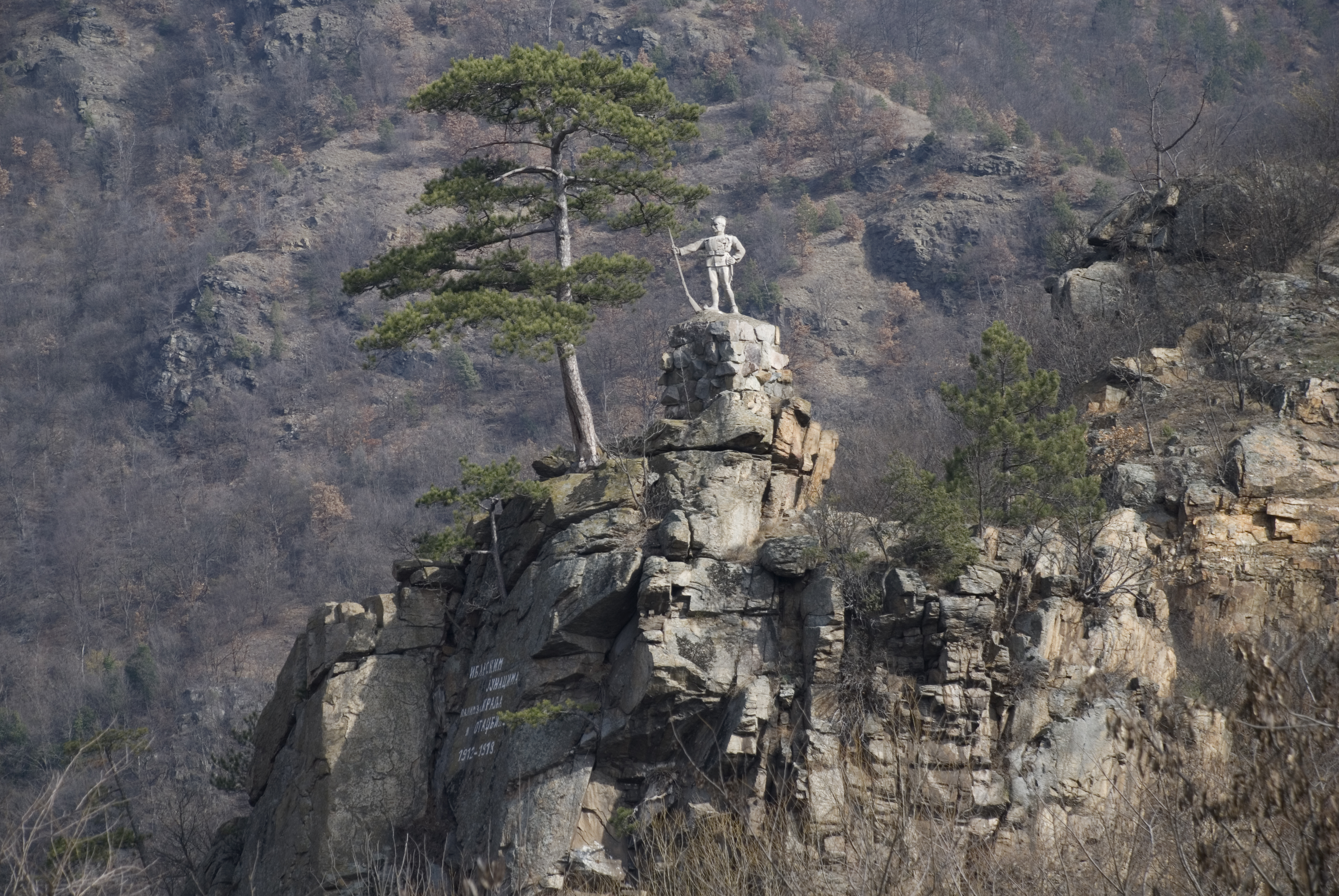
Autre vue du monument, avec le pin noir.

Le monument est situé sur un rocher qui domine la rive droite de la rivière Ibar. La construction du monument est liée à la reconstruction de la route Kraljevo-Raška et à la construction du chemin de fer à travers les gorges de l'Ibar entre 1927 et 1930.
Le monument a été érigé en 1930 par les ingénieurs Vlada Starčić et Aleksandar Acković de l'entreprise publique Labor de Belgrade et par les ouvriers de cette entreprise qui travaillait à la route et au chemin de fer.
Le monument est dédié aux héros de la région morts dans les deux guerres balkaniques et au cours de la Première Guerre mondiale ; sous la statue on peut lire : « Aux soldats de l'Ibar morts pour le roi et pour la patrie 1912-1918 »,. La statue représente un guerrier placé sur un socle en pierre, en uniforme et avec un fusil dans la main droite. L'ensemble, moulé dans le béton, mesure environ 3,50 m de haut,.
Le monument a subi de graves dommages pendant la Seconde Guerre mondiale. Restauré en 1977, il s'est ensuite à nouveau détérioré et a encore une fois été restauré en 2015,.
À proximité immédiate du monument se trouve un pin noir (Pinus nigra), qui bénéficie également de la protection de l'État.